# Kopitareva gradina
Kopitareva Gradina (en serbe cyrillique : Копитарева градина) est une place et un quartier de Belgrade, la capitale de la Serbie. Il est situé dans la municipalité urbaine de Stari grad.

## Localisation
Kopitareva gradina est située au centre-est de la municipalité de Stari grad. Le quartier s'étend entre les rues Džordža Vašingtona, Hilandarska, Šafarikova, Đure Daničića, Bulevar despota Stefana, Jelene Ćetković et la place de Kopitareva gradina proprement dite. À l'est, il s'étend jusqu'au quartier de Jevremovac, au sud-est jusqu'à celui de Palilula, jusqu'à celui de la Place de la République (Trg republike) à l'ouest et jusqu'à Dorćol au nord.

## Histoire
À l'origine, le quartier portait le nom de Mitropolitova bašta, le « Jardin du métropolite » puis il a pris celui de Kopitareva gradina, le « Jardin de Kopitar » en l'honneur du philologue slovène Jernej Kopitar, qui fut un collaborateur de Vuk Stefanović Karadžić, le grand réformateur de la langue serbe au XIXe siècle. Pour l'essentiel, le secteur a été urbanisé entre 1900 et 1914.

## Caractéristiques

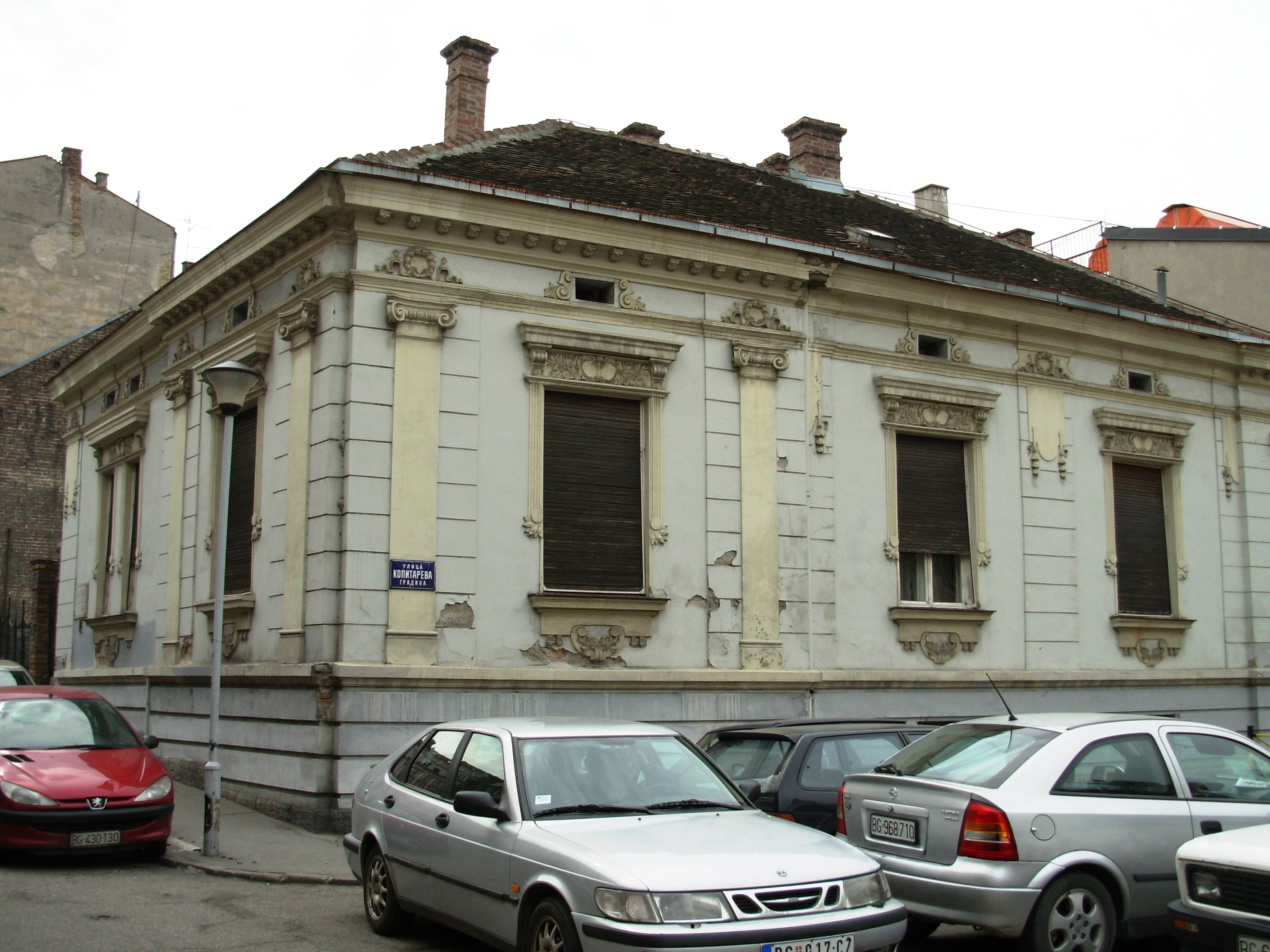
La maison de Jovan Cvijić

Kopitareva gradina constitue un ensemble urbanistique et architectural unique à l'intérieur de Belgrade. Uranbisé au début du XXe siècle, le quartier garde encore aujourd'hui son aspect d'origine, épargné par les bombardements successifs subis par la ville au cours du siècle dernier. Il est constitué d'un ensemble de maisons basses, dotées d'un jardin et construites dans deux styles privilégiés : le néoclassicisme (ou l'Académisme) et le style Sécession. On y trouve les premières maisons construites par l'architecte Sreten Stojanović (1874-1957), comme la maison de Jovan Cvijić, réalisée en 1905, ainsi que la dernière œuvre de Milan Antonović. Kopitareva gradina fut un quartier qui attira de nombreux hommes politiques ou personnalités qui s'y faisaient bâtir leur propre demeure. Rue Hilandarska se trouve le musée mémoriel de Laza K. Lazarević. La place de Kopitareva gradina elle-même est située à l'écart de toute circulation importante. En raison de son importance, l'ensemble du quartier a été déclaré bien culturel et est placé sous la protection de la loi depuis le 27 décembre 1968.